# Червен охлюв
Червеният охлюв (Arion rufus) е вид сухоземно коремоного от семейство Горски охлюви (Arionidae). Видът не е застрашен от изчезване.

## Разпространение
Видът е разпространен в Западна Европа, включително Франция, Германия, Западна Полша, Швейцария и южните части на Британските острови.